# Daniel Restadius
Daniel Gottlieb Restadius (i riksdagen kallad Restadius i Alingsås), född 11 november 1843 i Tortuna sockens prästgård i Västmanlands län, död 23 maj 1900 i Hedvig Eleonora församling, Stockholm, var en svensk jurist och ämbetsman. Han var konsultativt statsråd 1899–1900. 
Daniel Restadius var son till kyrkoherden Lorenz Restadius. Efter läroverksstudier i Västerås blev 1863 student vid Uppsala universitet, där han avlade hovrättsexamen 1868. Han blev 1871 vice häradshövding, tjänstgjorde 1874–1886 hos sin släkting justitieombudsmannen Nils Fröman och var 1881–1888 adjungerad ledamot av Svea hovrätt, varjämte han även var verksam som affärsjurist. Restadius blev 1888 utnämnd till häradshövding i Vättle, Ale och Kullings domsaga i Älvsborgs län. Han var 1889–1892 suppelant för justitieombudsmannen. I Alingsås där Restadus som häradshövding var bosatt, var han 1896–1899 ordförande i stadsfullmäktige.
Riksdagens andra kammare tillhörde han från 1892 till sin död, invald i Borås, Alingsås och Ulricehamns valkrets till 1896 samt Marstrands, Kungälvs, Alingsås och Ulricehamns valkrets från 1897. Hans politiska åsikter var protektionistiska och moderatkonservativa och han anslöt sig till Lantmannapartiet, som satte honom i konstitutionsutskottet 1895–1899.
Han var 1895–1898 medlem av unionskommittén och 1899 ordförande i egnahemskommittén, varjämte han tillhörde det så kallade järnvägsrådet för prövning av koncessionsfrågor. Han väckte under riksdagen 1899 uppseende genom ett häftigt angrepp på Hjalmar Branting, som han stämplade som anhängare av blodiga omstörtningsidéer. Restadius tillhörde regeringen Boströms anhängare där han 1899 blev konsultativt statsråd.